# Димитър Тюфекчиев
Димитър (Денчо) А. Тюфекчиев е български терорист, физически убиец на финансовия министър Христо Белчев.

## Биография
Димитър Тюфекчиев е роден след 1864 в град Ресен. Неговия брат Наум е терорист и деец на Върховния македоно-одрински комитет, а брат му Никола също е терорист и един от организаторите на атентата срещу Стефан Стамболов през 1891 година.
Завършва класно училище в родния си град. През 1885 година отива да живее в София. Запознава се с бъдещия физически убиец на Стефан Стамболов Михаил Ставрев, наричан Халю. През 1891 година брат му Наум се свързва с него и с Халю и формират група от четирима души, които трябва да убият Стефан Стамболов. Те се разделят на две групи – Никола Тюфекчиев и Халю, а втората от Димитър Тюфекчиев и Наум Тюфекчиев. На 27 март 1891 година атентатът е осъществен. Първата група напада Стамболов, но не успява. Междувременно Христо Белчев бяга и Димитър Тюфекчиев го застрелва, мислейки го за Стамболов. Изведнъж Спас Антонов го ранява със сабята си, но успява да избяга. Раненият Димитър Тюфекчиев е арестуван на следващия ден, след като в Градската градина са открити пистолети с инициалите на брат му. Вкаран е в затвора, където е измъчван и убит на 18 септември в София.